# Чемпионат России по боксу среди женщин 2013
Чемпионат России по боксу среди женщин 2013 года проходил в Анапе с 19 по 24 апреля. В соревновании приняли участие более 100 спортсменок из 45 регионов России, разыгравшие награды в 10 весовых категориях.

## Медалисты
| Весовая категория | Золото                                      | Серебро                                      | Бронза                                                                                         |
| ----------------- | ------------------------------------------- | -------------------------------------------- | ---------------------------------------------------------------------------------------------- |
| до 48 кг          | Светлана Гневанова Московская область       | Екатерина Пинигина Костромская область       | Светлана Дмитриева ЯНАО Кристина Неежлева Челябинская область                                  |
| до 51 кг          | Александра Кулешова Челябинская область     | Олеся Гладкова Новосибирская область         | Зоя Исаева Якутия Светлана Солуянова Москва                                                    |
| до 54 кг          | Татьяна Зражевская Воронежская область      | Лилия Аетбаева Кемеровская область           | Екатерина Сычёва Оренбургская область Мария Деренко Ростовская область                         |
| до 57 кг          | Зинаида Машкова Москва / Забайкальский край | Мария Сартакова Челябинская область          | Виктория Гуркович Оренбургская область / Ульяновская область Алина Лысяк Москва                |
| до 60 кг          | Анастасия Белякова Челябинская область      | Наталья Шадрина Бурятия                      | Айзанат Гаджиева Краснодарский край Фатима Бокова Москва                                       |
| до 64 кг          | Дарья Абрамова Тульская область             | Елена Устинова Башкортостан / Алтайский край | Вера Студенкова Кемеровская область Елена Савельева Оренбургская область / Ульяновская область |
| до 69 кг          | Ирина Потеева Свердловская область          | Саадат Абдулаева Москова                     | Эльмира Азизова Татарстан Мария Икоева Северная Осетия                                         |
| до 75 кг          | Ярослава Якушина Московская область         | Мария Уракова Москва                         | Светлана Косова Ставропольский край Инна Сагайдовская Иркутская область                        |
| до 81 кг          | Валентина Михайлова ХМАО                    | Анна Гладких Ставропольский край             | Ольга Ермилина Москва / Ульяновская область Дарья Иванова Забайкальский край                   |
| свыше 81 кг       | Зенфира Магомедалиева Дагестан              | Анна Мелихова Санкт-Петербург                | Любовь Гитлиц Краснодарский край Виктория Крылова Республика Коми                              |